# Otília Defis i Peix
Otília Defis i Peix   (Barcelona, 13 d'agost de 1935) és una mestra i pedagoga dedicada al coneixement i defensa de la infància. Ha estat professora titular de l’Escola Universitària del Professorat d’EGB de la Universitat de Barcelona en el departament de Didàctica i Organització Educativa. Va dirigir durant vint-i-dos anys el postgrau —que més tard es convertiria en màster— sobre Aprofundiment de l’Etapa Infantil 0-3 a l'Institut de Ciències de l’Educació (ICE) de la Universitat de Barcelona.

## Biografia
Nascuda en el si d’una família catalana benestant, els seus pares li volien fer estudiar farmàcia quan les seves intencions anaven cap a l’advocacia. Finalment, va estudiar magisteri i es va diplomar en Professorat de l’EGB, especialitat en educació preescolar (1973-74). Després va estudiar Filosofia i Lletres en l’especialitat de Pedagogia i es va llicenciar el 1977, i el 1983 es va doctorar amb la tesi Artur Martorell, l’home.
La seva trajectòria professional abasta una llarga trajectòria. Com a docent va començar exercint de mestra a l’escola annexa Ramon Pané-Jaume I de Barcelona. Al cap de quatre anys, al curs 1978-79 entra com a professora a temps parcial a l’escola Universitària de Formació del Professorat fins al curs 1985-86 que assoleix la titularitat de Didàctica i Organització Escolar a la Universitat de Barcelona a la divisió de Ciències de l’Educació. A partir del curs 1992-93 queda adscrita a l’Institut de Ciències de l’Educació de la Universitat de Barcelona amb l’encàrrec de coordinar el programa de Formació Permanent d’Educació Infantil.
A més de la docència, va ocupar càrrecs de gestió com el de vicerectora administrativa o presidenta de la comissió econòmica, càrrecs acadèmics coordinant grups de treball i dirigint cursos de postgrau i màsters. Va coordinar el curs d’Especialització en Educació Infantil per a professorat de l’EGB a la UB i va participar en l’adaptació curricular del Pla d’Estudis de Formació del Professorat per al Pla Especial d’Educadores de Llars d’Infants. De 1997 a 2019 va dirigir el Màster Aprofundiment de l’etapa infantil 0-3.
És sòcia fundadora de la Societat Catalana de Pedagogia (SCP), filial de l'Institut d’Estudis Catalans, en la qual ha promogut el Seminari Permanent d’Educació Infantil.
La seva tasca investigadora és extensa, comença amb la seva tesi al voltant de la figura d’Artur Martorell i segueix en múltiples recerques. Les seves principals línies d’investigació anaven enfocades sobre: pràctiques docents i orientacions psicopedagògiques per a l’educació infantil (0-6).
Continua activa i vinculada a la vida cultural intel·lectual de Sant Cugat.

## Publicacions
- Bernal, M.C., Defis, O. i Pujol, M.A. (1996). L’educació infantil: una nova etapa. Barcelona: Graó/ICE Universitat de Barcelona.
- Colén, M. T. i Defis, O. (1996). La formación permanente del profesorado de educación infantil como punto de partida de la formación inicial [Comunicación]. VII Congreso de Formación del Profesorado. Zaragoza: Asociación Universitaria de Formación del Profesorado.
- Defis-Peix, O (1981) Orientacions i programes. Parvulari i Cicle Inicial d’Educació General Bàsica. Departament d’Ensenyament de la Generalitat de Catalunya.
- Orientacions i programes. Parvulari i Cicle Inicial d’Educació General Bàsica. Barcelona, juny de 1981. Departament d’Ensenyament de la Generalitat de Catalunya.-
- Peix, O. (1983) Artur Martorell, l'home. Resum de la tesi doctoral. Centre de Publicacions de la Universitat de Barcelona
- Defis-Peix, O. (1984) Organització i hàbits al Parvulari i Cicle Inicial. Plantejament de treball per racons. col·lecció Racó de recursos, núm. 1  Institut de Ciències de l’Educació de la Universitat de Barcelona
- Defis-Peix, O. (1988) Orientacions i programes, L’educació a la Llar d'infants i al Parvulari. Departament d’Ensenyament de la Generalitat de Catalunya
- Defis-Peix, O (1995) Artur Martorell: la trajectòria d’un mestre en Artur Martorell, educador del nostre temps. Universitat de Barcelona i Publicacions de l’Abadia de Montserrat
- Defis-Peix, O. (1996) L’Educació Infantil: una nova etapa. ICE i Graó editorial
- Defis-Peix, O. (2014). Educació infantil: Abans, ara i sempre. En C. Buisán, I. Echebarria, & M. Martínez (Ed.), Reflexions sobre l’educació i el professorat (p. 97-106). ICE, Universitat de Barcelona. {{format ref}} https://tinyurl.com/2p83h2p5
- Defis-Peix, O., Candela-Garcia, F. A., Martínez-Olmo, F., Morón Sompolinski, S., & Vinuesa, M. (2006). La formació permanent del professorat d’educació infantil: Elements de reflexió. Temps d’educació, 30, 11-24.
- Defis-Peix, O., Martínez-Olmo, F., & Candela-Garcia, F. A. (2006). Es pot millorar l’educació infantil mitjançant assessoraments? ICE de la Universitat de Barcelona. http://hdl.handle.net/2445/151418

A més de múltiples articles en revistes d’educació, dossiers de recursos didàctics, i materials didàctics.